# Sci di fondo agli VIII Giochi asiatici invernali
Le competizioni di sci di fondo agli VIII Giochi asiatici invernali si sono svolte dal 20 al 26 febbraio 2017 al Shirahatayama Open Stadium di Sapporo, in Giappone.

## Podi

### Uomini
| Evento               | Oro           | Argento           | Bronzo               |
| Sprint TC (dettagli) | Magnus Kim    | Sun Qinghai       | Nobuhito Kashiwabara |
| 10km TC (dettagli)   | Akira Lenting | Magnus Kim        | Kohei Shimizu        |
| 15km TL (dettagli)   | Rinat Mukhin  | Naoto Baba        | Akira Lenting        |
| 30km TL (dettagli)   | Akira Lenting | Sergey Cherepanov | Nikolay Chebotko     |
| Staffetta (dettagli) | Giappone      | Kazakistan        | Corea del Sud        |

### Donne
| Evento               | Oro            | Argento         | Bronzo          |
| Sprint TC (dettagli) | Man Dandan     | Yelena Kolomina | Ju Hye-ri       |
| 5km TC (dettagli)    | Yuki Kobayashi | Yelena Kolomina | Li Hongxue      |
| 10km TL (dettagli)   | Yuki Kobayashi | Lee Chae-won    | Yelena Kolomina |
| 15km TL (dettagli)   | Yuki Kobayashi | Lee Chae-won    | Li Hongxue      |
| Staffetta (dettagli) | Giappone       | Cina            | Corea del Sud   |

## Medagliere
| Posiz. | Nazione       | Oro | Argento | Bronzo | Totale |
| ------ | ------------- | --- | ------- | ------ | ------ |
| 1      | Giappone      | 7   | 1       | 3      | 11     |
| 2      | Kazakistan    | 1   | 4       | 2      | 7      |
| 3      | Corea del Sud | 1   | 3       | 3      | 7      |
| 4      | Cina          | 1   | 2       | 2      | 5      |
| Totale | Totale        | 10  | 10      | 10     | 30     |